# Milutovac
Milutovac (en serbe cyrillique : Милутовац) est une localité de Serbie située dans la municipalité de Trstenik, district de Rasina. Au recensement de 2011, elle comptait 1 567 habitants.
Milutovac est officiellement classé parmi les villages de Serbie.

## Démographie

### Évolution historique de la population
| 1948  | 1953  | 1961  | 1971  | 1981  | 1991  | 2002  | 2011  |
| ----- | ----- | ----- | ----- | ----- | ----- | ----- | ----- |
| 2 353 | 2 469 | 2 494 | 2 429 | 2 385 | 2 219 | 1 917 | 1 567 |

|  |